# Stane Potočar
Stane Potočar - Lazar, slovenski general, partizan in narodni heroj, * 27. april 1919, Mirna Peč, Kraljevina Srbov, Hrvatov in Slovencev † 5. december 1997, Ljubljana, Slovenija.

## Življenjepis
V rodni Mirni peči je komaj končal 4 razrede osnovne šole.
Potočar (partizansko ime Lazar) se je pridružil NOB marca 1942. Kmalu zatem je postal poveljnik bataljona Krškega odreda, nato pa poveljnik Gubčeve brigade. Januarja 1944 je bil imenovan za poveljnika 31. divizije, septembra istega leta pa za poveljnika 9. korpusa.
Generalpolkovnik Potočar je bil po vojni komandant ljubljanskega vojnega območja ter od 1972 do 1979 načelnik Generalštaba Jugoslovanske ljudske armade.Nazadnje je bil član Sveta federacije.